# 詹姆斯·希拉斯
詹姆斯·愛德華·希拉斯（英語：James Edward Silas，1949年2月11日—），是一位退休的美國職業籃球運動員，曾擔任控球後衛。出生於塔盧拉 (路易斯安那州)，大多數待在職業生涯ABA / NBA聯盟的達拉斯矮樹叢 / 聖安東尼奧馬刺球隊。他的暱稱包括“ The Snake”，“ Captain Late”和“ The Late Mr. Silas”，後兩者指的是希拉斯似乎在比賽後期發揮了自己的最佳表現。